# Исматов, Асат
Аса́д Исма́тов (1907—1953) — советский узбекский актёр театра и кино. Народный артист Узбекской ССР (1950).

## Биография
Актёр Андижанского театра (1924—1935). С 1936 года в Ташкенте, актёр Ташкентской киностудии.

## Фильмография
- 1937 — Клятва — Азым, батрак
- 1939 — Азамат — Умар
- 1940 — Асаль — Ризаев
- 1940 — На дальней заставе
- 1941 — На зов вождя — председатель колхоз
- 1943 — Насреддин в Бухаре — чайханщик Али
- 1945 — Тахир и Зухра — Бабахан
- 1947 — Алишер Навои — Хусейн Байкара
- 1948 — Дочь Ферганы — бригадир Джаббар-ата
- 1951 — Пахта-Ой — Бобо-Мехнат

## Награды и премии
- орден Трудового Красного Знамени (6 марта 1950 года) — за выдающиеся заслуги в развитии советской кинематографии, в связи с 30-летием[3]
- народный артист Узбекской ССР (24.02.1950)[1]
- Сталинская премия второй степени (1948) — за исполнение роли Хусейна Байкары в фильме «Алишер Навои» (1947)